# لوئیس سوبرینیو
لوئیس سوبرینیو (پرتغالی: Luís Sobrinho؛ زادهٔ ۵ مهٔ ۱۹۶۱) بازیکن فوتبال اهل پرتغال بود.
از باشگاه‌هایی که در آن بازی کرده‌است می‌توان به باشگاه فوتبال پاسوژ د فریرا، باشگاه فوتبال ویتوریا ستوبال، باشگاه فوتبال پورتو، باشگاه فوتبال فلگوئیراس، و باشگاه فوتبال بلننسس اشاره کرد.
وی همچنین در تیم‌های ملی فوتبال زیر ۲۱ سال پرتغال و پرتغال بازی کرده‌است.